# Bujáki Csirke-hegy és Kántor-rét
Bujáki Csirke-hegy és Kántor-rét este o arie protejată (arie specială de conservare — SAC, sit de importanță comunitară — SCI) din Ungaria întinsă pe o suprafață de 170,61 ha, integral pe uscat.

## Localizare
Centrul sitului Bujáki Csirke-hegy és Kántor-rét este situat la coordonatele 47°52′17″N 19°31′47″E / 47.871389°N 19.529722°E.

## Înființare
Situl Bujáki Csirke-hegy és Kántor-rét a fost declarat sit de importanță comunitară în mai 2004 pentru a proteja 2 specii de plante și 6 specii de animale. Situl a fost protejat și ca arie specială de conservare în februarie 2010.

## Biodiversitate
Situată în ecoregiunea panonică, aria protejată conține 8 habitate naturale: Mlaștini alcaline, Păduri panonice cu Quercus pubescens, Pajiști stepice subpanonice, Păduri panonice-balcanice de stejar turcesc - stejar sesil, Tufărișuri subcontinentale peripanonice, Liziere de ierburi înalte hidrofile de câmpie și de nivel montan până la alpin, Fânețe de joasă altitudine (Alopecurus pratensis, Sanguisorba officinalis), Pajiști uscate seminaturale și facies de acoperire cu tufișuri pe substraturi calcaroase (Festuco-Brometalia) (* situri importante pentru orhidee).
La baza desemnării sitului se află mai multe specii protejate:
- plante (2): Echium russicum, sisinei (Pulsatilla grandis)
- amfibieni (1): buhai de baltă cu burta roșie (Bombina bombina)
- nevertebrate (5): croitorul mare al stejarului (Cerambyx cerdo), orthosia schmidtii (Dioszeghyana schmidtii), Euplagia quadripunctaria, rădașcă (Lucanus cervus), fluturele purpuriu (Lycaena dispar)

Pe lângă speciile protejate, pe teritoriul sitului au mai fost identificate 24 de specii de plante, 4 specii de nevertebrate, 1 specie de reptile.